# Good Morning Good Morning
Good Morning Good Morning is een nummer uit 1967 dat door de Britse popgroep The Beatles werd uitgebracht op het muziekalbum Sgt. Pepper's Lonely Hearts Club Band. Het nummer staat op naam van het schrijversduo Lennon-McCartney, maar is van de hand van John Lennon. Het nummer is ook uitgebracht op het verzamelalbum Anthology 2.

## Achtergrond
In 1966 gaven The Beatles hun laatste concert in Candlestick Park in San Francisco. In zijn landhuis in het gebied rondom de plaats Weybridge leidde Lennon de periode die daarop volgde een saai en ontevreden leven, waarin hij veel sliep en televisie keek. Lennon vond zijn leven saai en was ook niet tevreden met zijn huwelijk met zijn vrouw Cynthia. De saaiheid van het leven is het hoofdonderwerp van Good Morning Good Morning.
Lennon had de gewoonte om fragmenten en zinsneden uit de media in zijn liedteksten te gebruiken, zoals bijvoorbeeld bij Being for the Benefit of Mr. Kite!, A Day in the Life en Happiness Is a Warm Gun. Zo ook bij Good Morning Good Morning. De tekst van een commercial van Kellogg's cornflakes werd door Lennon gebruikt voor het "Good morning, good morning"-refrein. In de liedtekst wordt daarnaast in de regel "It's time for tea and meet the wife" verwezen naar de BBC-serie Meet the Wife.

## Opnamen
The Beatles begonnen op 8 februari 1967 aan de opnamen van Good Morning Good Morning in de Abbey Road Studios in Londen. Die dag namen The Beatles de backing track van het nummer op. Hiervoor hadden ze acht takes nodig.
Op 16 februari werd de zang van Lennon en de basgitaarpartij van Paul McCartney opgenomen. De opname van die dag is te horen op Anthology 2.
Zes koperblazers van Sounds Inc kwamen op 13 maart naar de Abbey Road Studios om mee te spelen in het nummer. Het ensemble bestond uit drie saxofoons, twee trombones en een hoorn. De opname duurde drie uur. Het duurde zo lang omdat Lennon niet tevreden was met het geluid van de koperblazers. Pas nadat het geluid flink vervormd werd door de geluidstechnici van Abbey Road, was Lennon tevreden.
Op 28 en 29 maart werkten The Beatles voor het laatst aan Good Morning Good Morning. Op 28 maart werd een gitaarsolo van McCartney en de achtergrondzang van Lennon en McCartney opgenomen. Bovendien werden die dag geluidseffecten bij elkaar gezocht die aan het nummer toegevoegd moesten worden. Lennon had besloten dat het nummer moest eindigen met dierengeluiden. Hiervoor werd gebruikgemaakt van het archief van Abbey Road. De dierengeluiden moesten in een dusdanige volgorde geplaatst worden dat ieder nieuw dier in staat moest zijn om het voorgaande dier angst aan te jagen of op te eten.
Op 29 maart werden deze geluiden aan het nummer toegevoegd. Achtereenvolgens zijn een kraaiende haan, een kat, blaffende honden, paarden, schapen, leeuwen, olifanten, een vos die door honden wordt achterna gezeten en waarbij jachthoorns klinken en ten slotte een hen.

## Credits
- John Lennon - zang, slaggitaar
- Paul McCartney - achtergrondzang, leadgitaar, basgitaar
- George Harrison - achtergrondzang, leadgitaar
- Ringo Starr - drums, tamboerijn